# جيمي باول (لاعب غولف)
جيمي باول (بالإنجليزية: Jimmy Powell)‏ هو لاعب غولف أمريكي، ولد في 17 يناير 1935 في دالاس في الولايات المتحدة.

## وصلات خارجية
- جيمي باول على موقع رابطة لاعبي الغولف المحترفين (الإنجليزية)